# Eleição municipal de Apucarana em 2016
A eleição municipal de Apucarana em 2016 foi realizada para eleger um prefeito, um vice-prefeito e 11 vereadores no município de Apucarana, no estado brasileiro do Paraná. Foram eleitos Beto Preto (PSD) e Sebastião Ferreira Martins Júnior para os cargos de prefeito(a) e vice-prefeito(a), respectivamente. Seguindo a Constituição, os candidatos são eleitos para um mandato de quatro anos a se iniciar em 1º de janeiro de 2017. A decisão para os cargos da administração municipal, segundo o Tribunal Superior Eleitoral, contou com 86 846 eleitores aptos e 9 912 abstenções, de forma que 11.41% do eleitorado não compareceu às urnas naquele turno.

## Antecedentes
Beto Preto foi secretário municipal de saúde de Apucarana entre 1998 e 2000, e ocupou o mesmo cargo na cidade vizinha, Califórnia, entre 2001 e 2002. Já havia disputado a prefeitura de Apucarana em 2004 e 2008, mas ficou em segundo lugar nos dois pleitos.
Nas eleições municipais de 2012, ele foi eleito prefeito pelo Partido dos Trabalhadores (PT) com 44,71% (31.647) dos votos válidos.

## Campanha
A campanha eleitoral de Beto Preto consistiu, principalmente, em enaltecer os feitos que foram realizados por ele durante seus quatro anos anteriores como prefeito. Assim, ele mostrou que daria continuidade aos trabalhos já discutidos e iniciados entre 2012 e 2016.
Alguns dos feitos incluem a restauração e ampliação de 42 prédios de escolas e creches, com investimentos de mais de R$ 20 milhões, e o asfaltamento de diversos bairros, sendo que alguns deles esperaram essa reforma por décadas.

## Resultados

### Eleição municipal de Apucarana em 2016 para Prefeito
A eleição para prefeito contou com 3 candidatos em 2016: Sergio Luis Bolonhezi do Partido da Social Democracia Brasileira, Beto Preto do Partido Social Democrático (2011), Alex Julio dos Santos Barbosa do Partido Socialismo e Liberdade que obtiveram, respectivamente, 8 807, 60 001, 868 votos. O Tribunal Superior Eleitoral também contabilizou 11.41% de abstenções nesse turno.
| Candidato(a)                         | Vice                              | Coligação                                      | Votos recebidos | Percentual |
| ------------------------------------ | --------------------------------- | ---------------------------------------------- | --------------- | ---------- |
| Carlos Alberto Gebrim Preto (PSD)    | Sebastião Ferreira Martins Junior | Siga em Frente Apucarana                       | 60001           | 86.11%     |
| Sergio Luis Bolonhezi (PSDB)         | Willian Thiago Lima Caetano       | Apucarana Merece Mais                          | 8807            | 12.64%     |
| Alex Julio dos Santos Barbosa (PSOL) | Aldo Gabriel Lorin                | Partido Socialismo e Liberdade (sem coligação) | 868             | 1.25%      |

### Eleição municipal de Apucarana em 2016 para Vereador
Na decisão para o cargo de vereador na eleição municipal de 2016, foram eleitos 11 vereadores com um total de 67 376 votos válidos. O Tribunal Superior Eleitoral contabilizou 4 278 votos em branco e 5 280 votos nulos. De um total de 86 846 eleitores aptos, 9 912 (11.41%) não compareceram às urnas.
| Nome                            | Partido político                    | Coligação                                  | Votos recebidos | Percentual |
| ------------------------------- | ----------------------------------- | ------------------------------------------ | --------------- | ---------- |
| Rodolfo Mota da Silva           | Partido Social Democrático (PSD)    | Avante Apucarana                           | 3565            | 5.29%      |
| Lucas Ortiz Leugi               | Rede Sustentabilidade (REDE)        | Vamos em Frente Apucarana                  | 2478            | 3.68%      |
| Antonio Marques da Silva        | Partido Social Democrático (PSD)    | Avante Apucarana                           | 2209            | 3.28%      |
| Antonio Carlos Sidrin           | Democratas (DEM)                    | Pra Frente Apucarana                       | 2129            | 3.16%      |
| Gentil Pereira de Souza Filho   | Partido Verde (PV)                  | Partido Verde (sem coligação)              | 1878            | 2.79%      |
| Franciley Preto Godoi           | Partido Socialista Brasileiro (PSB) | Juntos por Apucarana                       | 1867            | 2.77%      |
| Mauro Bertoli                   | Democratas (DEM)                    | Pra Frente Apucarana                       | 1680            | 2.49%      |
| Jose Airton de Araujo           | Partido da República (PR)           | Juntos por Apucarana                       | 1599            | 2.37%      |
| Edson da Costa Freitas          | Partido Popular Socialista (PPS)    | Partido Popular Socialista (sem coligação) | 1246            | 1.85%      |
| Marcia Regina da Silva de Sousa | Partido Social Democrático (PSD)    | Avante Apucarana                           | 1219            | 1.81%      |
| Luciano Augusto Molina Ferreira | Rede Sustentabilidade (REDE)        | Vamos em Frente Apucarana                  | 1187            | 1.76%      |

## Análise
Em 2016, Beto Preto se desfiliou do Partido dos Trabalhadores (PT) e seguiu para o Partido Social Democrático (PSD). O político foi eleito com o dobro de votos de sua primeira eleição, com um percentual de 86,11%, e recebeu o título de prefeito mais bem votado do país para cidades de médio porte.
Após ser reeleito em 2016, Preto renunciou do cargo em fevereiro de 2019 para ocupar o cargo de secretário de Estado da Saúde no governo do Paraná. Assim, seu vice, Sebastião Ferreira Martins Junior (PDT), o popular Junior da Femac, assume como prefeito.